# Ортис, Игнасио
Игнасио Орасио Ортис (исп. Ignacio Horacio Ortiz, 26 июня 1987, Оливос, Аргентина) — аргентинский хоккеист (хоккей на траве), полузащитник. Чемпион летних Олимпийских игр 2016 года, чемпион Америки 2017 года, чемпион Панамериканских игр 2019 года.

## Биография
Игнасио Ортис родился 26 июня 1987 года в аргентинском городе Оливос в провинции Буэнос-Айрес.
Играл в хоккей на траве за аргентинский «Банко Провинсия» и испанский «Поло».
С 2013 года выступает за сборную Аргентины, провёл 153 матча.
В 2016 году вошёл в состав сборной Аргентины по хоккею на траве на летних Олимпийских играх в Рио-де-Жанейро и завоевал золотую медаль. Играл на позиции полузащитника, провёл 8 матчей, забил 1 мяч в ворота сборной Бельгии.
В 2017 году завоевал золотую медаль чемпионата Америки.
В 2019 году стал чемпионом хоккейного турнира Панамериканских игр.